# Qafë-Mali
Qafë-Mali es una localidad albanesa del condado de Shkodër, constituida desde 2015 como una unidad administrativa del municipio de Fushë-Arrëz. En 2011, el territorio de la actual unidad administrativa tenía 1548 habitantes.
La unidad administrativa incluye los pueblos de Armiraj, Kryezi, Lajthizë, Lumbardhë, Mollkuqe, Orosh, Qafë-Mali, Srriqe y Tuç.
Se ubica unos 5 km al noreste de la capital municipal Fushë-Arrëz, sobre la carretera SH5 que lleva a Prizren.